# Claire Praetz
Claire Praetz (auch Cläre und Claire Prätz; * 22. Juni 1886 als Clara Praetz in Spandau, Provinz Brandenburg, Preußen; † 11. März 1955 in Berlin) war eine deutsche Schauspielerin auf der Bühne und im Stummfilm.

## Leben und Wirken
Claire Praetz war eine Tochter des Brunnen- und Röhrmeisters Gotthilf Praetz und seiner Frau Louise, geb. Donath. Über ihren künstlerischen Werdegang ist derzeit nichts bekannt, Festengagements am Theater lassen sich nicht feststellen. 1913 stieß die 27-Jährige zum Film und arbeitete in den folgenden acht Jahren mit führenden Regie-Veteranen Deutschlands zusammen, darunter so bekannte Personen wie die Österreicher Rudolf Meinert und Joe May, der Deutsche Franz Hofer und der Franzose Charles Decroix. Keiner dieser Filme – meist Dramen und Melodramen, in denen sie brave Töchter aus gutem Hause oder junge Ehefrauen verkörperte – ist künstlerisch von Bedeutung. Nach 1921 verliert sich Claire Praetz’ Spur weitgehend. 1939/40 kehrte sie vorübergehend mit einem Kurz- und einem Langfilm auf die Leinwand zurück. Sie starb 1955 im Städtischen Krankenhaus Wilmersdorf.
Claire Praetz war von 1918 bis 1934 mit dem Redakteur und Schriftsteller Martin Proskauer verheiratet.

## Filmografie
- 1913: Die Fächermalerin
- 1913: Die Freuden der Reserveübung
- 1914: Die Grenzwacht im Osten
- 1914: Teddy chloroformiert seinen Vater
- 1915: Frau Annas Pilgerfahrt
- 1915: Das Geheimnis einer Nacht
- 1915: Die Freuden der Reserveübung
- 1916: Und die Gerechtigkeit fand den Weg
- 1916: Wie ich Detektiv wurde
- 1916: Paul und Pauline
- 1916: Ein toller Abend
- 1916: Das Spiel ist aus
- 1916: Vampirette
- 1917: Die Harvard-Prämie
- 1917: Nachts um ein Uhr
- 1917: Der tolle Dammingen
- 1918: Im Schloß am See
- 1920: Bar el Manach
- 1921: Die Hafenlore (2 Teile)
- 1936: Hans im Glück
- 1939: Das unsichtbare Netz (Kurzfilm)
- 1940: Die unvollkommene Liebe

## Belege
1. ↑  Landesarchiv Berlin, Geburtsregister Standesamt Spandau, Nr. 577/1886 (online auf Ancestry.com, kostenpflichtig)
2. ↑  Landesarchiv Berlin, Sterberegister Standesamt Wilmersdorf von Berlin, Nr. 611/1955 (online auf Ancestry.com, kostenpflichtig)
3. ↑  Landesarchiv Berlin, Heiratsregister Standesamt Schöneberg II, Nr. 432/1918 (online auf Ancestry.com, kostenpflichtig)

| Personendaten    | Personendaten                                                                        |
| ---------------- | ------------------------------------------------------------------------------------ |
| NAME             | Praetz, Claire                                                                       |
| ALTERNATIVNAMEN  | Prätz, Cläre; Prätz, Claire; Praetz, Clara (Geburtsname); Proskauer, Klara (Ehename) |
| KURZBESCHREIBUNG | deutsche Schauspielerin auf der Bühne und im Stummfilm                               |
| GEBURTSDATUM     | 22. Juni 1886                                                                        |
| GEBURTSORT       | Spandau, Provinz Brandenburg, Preußen                                                |
| STERBEDATUM      | 11. März 1955                                                                        |
| STERBEORT        | Berlin                                                                               |